# 小行星4071
小行星4071（英語：4071 Rostovdon）是一颗围绕太阳公转的小行星。1981年9月7日，柳德米拉·卡拉季奇在克里米亚发现了此天体。
这颗小行星的绝对星等为126.8587211319177等。